# Van Naerssen

Wapen van Van Naerssen

Van Naerssen is een Nederlands geslacht waarvan een tak vanaf 1900 tot de Nederlandse adel behoorde en in 1997 uitstierf. 

## Geschiedenis
De stamreeks begint met Jan van Aerssen die vanaf 1351 vermeld wordt en poorter was van Dordrecht, en koopman in kaas. Zijn zoon Henric was vanaf 1377 burgemeester van Dordrecht.
Bij Koninklijk Besluit van 20 december 1900 werd een lid van de familie verheven in de Nederlandse adel waardoor hij en zijn nakomelingen gingen behoren tot de Nederlandse adel met het predicaat jonkheer/jonkvrouw. In 1997 stierf dit geslacht met een kleindochter van hem uit.
Een niet-adellijke tak ontstond door niet-wettige nakomelingen van een telg uit dit geslacht.

## Enkele telgen
Henric Van (N)aerssen Janszn., koopman en vanaf 1377 burgemeester van Dordrecht
- Cleys van (N)aerssen, schepen van Dordrecht in 1399
  - Willem van (N)aerssen, schepen, raad en burgemeester (1435-) van Dordrecht
    - Jan van (N)aerssen Willemsz. schepen en veertigraad van Dordrecht
      - Anthonis van (N)aerssen Jansz., olieslager, vermeld 1492-
        - Jan van (N)aerssen Anthonisz., secretaris van Dordrecht 1541-1558
          - Revixit van Naerssen Jansz. (†1593), woonde te Antwerpen 1559-, gezworen wijnroeier
            - Thomas van Naerssen (†1602), gezworen wijnroeier
              - Revixit van Naerssen (1595-1655), wijnkoper te Rotterdam
                - Revixit van Naerssen (1619-1691), wijnkoper te Middelburg, daarna te Nantes, daarna te Rotterdam
                  - mr. Leonard van Naerssen (1659-1720), advocaat te Parijs, daarna bij het Hof van Holland
                    - Carel van Naerssen (1688-1762), opperkoopman van de WIC, rentmeester van de prins van Oranje
                      - Frederik Revixit van Naerssen (1736-1781), ontvanger generale landsmiddelen
                        - Jan Carel van Naerssen (1765-1838), bierbrouwer, burgemeester en wethouder van Breda
                          - jhr. Frederik Revixit van Naerssen (1828-1911), adjudant te Gorinchem, kapitein
                            - jhr. Jan Karel van Naerssen (1872-1948), luitenant-kolonel titulair
                              - jkvr. Carolina Wilhelmina Frederika van Naerssen (1912-1997), laatste telg van het adellijke geslacht; trouwde in 1938 met mr. Joan Cornelis Jacobus van Stockum (1911-1984), directeur van de stichting Het Oude Hof en lid van de familie Van Stockum

## Niet-adellijke tak
Carel van Naerssen (1688-1762), opperkoopman van de WIC, rentmeester van de prins van Oranje
- Carel Hendrik van Naerssen (1728-1779), is stamhouder van een (niet-adellijke) levende tak met onder anderen:[1]
  - Lex van Naerssen (1941-2016), psycholoog en docent aan de Universiteit Utrecht, bekend om zijn publicaties over seksuologie
    - Annelouise van Naerssen (1968), scenarioschrijver